# Jaegersfeld

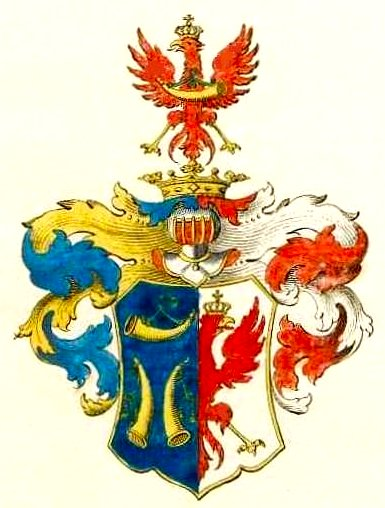
Wappen derer von Jaegersfeld

Jaegersfeld (historisch auch Jaegersfeldt oder Jägersfeld) ist der Name eines preußischen Adelsgeschlechts, das seinen Ursprung in illegitimer Nachkommenschaft des Markgrafen Friedrich Wilhelm von Brandenburg-Schwedt hat und somit eine Nebenlinie des Hauses Hohenzollern darstellt. Eine Linie breitete sich gegen Ende des 19. Jahrhunderts in die USA aus.

## Geschichte
Markgraf Friedrich Wilhelm von Brandenburg-Schwedt (* 1700; † 1771), der tolle Markgraf genannt, besaß eine ausgeprägte Jagdleidenschaft. Daher ernannte ihn Kaiser Karl VI. schließlich zum Erzjägermeister des Heiligen Römischen Reichs Deutscher Nation. Mit der 1719 geborenen Sophie, der Schwester Friedrichs II. (des Großen) von Preußen, war er seit 1734 verheiratet. Doch schon 1725 war er unehelich Vater eines Sohnes geworden, von Georg Wilhelm von Jaegersfeld († 2. August 1797 in Lauenburg, Hinterpommern).
Gebhard Leberecht von Blücher (* 1742; † 1819), der spätere volkstümlichste Held des deutschen Befreiungskriegs, hatte sich wegen seiner trinkseligen Spielfreude und Streitsucht den Unmut seines Kommandeurs, des Generals von Lossow, zugezogen und wurde daher bei der nächsten Beförderung zum Major übergangen. Der ältere Wilhelm von Jaegersfeld wurde ihm vorgezogen. Empört schrieb er im Januar 1773 an Friedrich den Großen: Der von Jägersfeld, der kein andres Verdienst hat, als der Sohn des Markgrafen von Schwedt zu sein, ist mir vorgezogen worden. Ich bitte Ew. [Ehrwürdige] Majestät um meinen Abschied. Kühne Worte, zumal der Markgraf von Schwedt nicht nur auch ein Hohenzoller war, sondern auch Friedrichs, mittlerweile wie seine Schwester Sophie, verstorbener Schwager. Der König ließ Blücher darauf neun Monate in Arrest setzen, damit er sich besinne. Aber als Blücher bei seiner Erklärung blieb, erklärte der König: Der Rittmeister von Blücher ist seiner Dienste entlassen; er kann sich zum Teufel scheren. Nach Friedrichs II. Tod kehrte Blücher zu seinem alten Regiment zurück und stieg bis zum Generalfeldmarschall auf.
Unter Friedrichs II. Nachfolger König Friedrich Wilhelm II. erhielt der königlich preußische Major im Husarenregiment von der Schulenburg, Wilhelm (von) Jaegersfeld, am 27. November 1786 in Berlin den preußischen Adelsstand, anerkannt als natürlicher Sohn des Markgrafen Friedrich Wilhelm von Brandenburg-Schwedt († 1771). Damit das Adelsgeschlecht Bestand haben konnte, musste im Jahr darauf aber auch der Sohn Wilhelms von Jaegersfeld eine Adelslegitimation erhalten, da auch dieser, der 1771 geborene Carl Friedrich Jaegersfeld, unehelich geboren wurde. Er wurde am 7. Mai 1787 als Sohn Wilhelms von Jaegersfeld legitimiert und erhielt als solcher am 10. September 1787 in Berlin eine Adelslegitimation, unter Beilegung des väterlichen Namens und Wappens.
Carl Friedrich von Jaegersfeld (* 1771; † 1847), seit etwa 1800 in Oldenburger Zivil- und Militärdiensten, war auch Gutsbesitzer. Verheiratet war er mit der aus Norden stammenden Oktavia Bellina Gross (* 1772; † 1815), mit der er zwei Söhne und drei Töchter hatte. Die Söhne begründeten eine Oldenburger und eine amerikanische Linie. Sohn Georg Friedrich Wilhelm (* 1798; † 1850) heiratete in Norden 1828 Johanna Henriette Ucken (* 1809; † 1846), dessen Sohn Rudolf (* 1829; † 1873), oldenburgischer Hauptmann, heiratete in erster Ehe in Oldenburg 1863 Elisabeth Sofie Henriette Auguste Friederike Krimping († 1864); in zweiter Ehe in Lichtenberg bei Torgau 1871 die 1840 in Wittenberg geborene Wally von Bosse († Kösen 1919). Rudolfs Schwester Oktavia (* 1831) starb bereits 1849.
Friedrich von Jaegersfeld (* 1771; † 1847) hatte neben den beiden bereits erwähnten Söhnen, Stiftern der beiden Linien, folgende Töchter:
- Amalie Bernhardine Friederike (* 1802; † 1884); sie heiratete 1824 den Oldenburger Diplomaten, Minister und Generalmajor Johann Ludwig Mosle (* 1794; † 1877).
- Adelheid Charlotte Elisabeth (* 1804; † 1885); sie heiratete 1826 den Oldenburger Amtmann Johann Georg Amann (* 1794; † 1852) und wurde 1839 Mutter des späteren preußischen Generals Wilhelm Ferdinand von Amann (* 1839; † 1928).
- Rudolfine Annette Hermine (* 1809); sie heiratete in Zwischenahn 1836 Dietrich Wilhelm Rasmus († 1871).

### Amerikanische Linie
Friedrich von Jaegersfelds zweiter Sohn, der 1815 in Oldenburg geborene Wilhelm Gerhard Karl (Vechta † 1842), war seit 1837 mit Sofie Franziska Königer (* Vechta 1803) verheiratet. Ihre beiden Söhne ließen sich in den USA nieder. Der 1838 noch in Vechta geborene Sohn Friedrich wurde Minenbesitzer in Arkansas. 1886 heiratete er in Jordan-Brook, Arkansas, die 1871 in Philadelphia geborene Emma Baumann. Deren beide Söhne waren Friedrich (* Jordan-Brook, Arkansas, 1887) und Urach (* Antimony, Arkansas, 1890).
Wilhelm Gerhard Karls zweiter Sohn, Karl (* Vechta 1841), heiratete 1880 Delfine Brady (* Little Rock, Arkansas 1862). Ihre drei Kinder waren Karl (* Washington, Arkansas, 1881), Bellina, (* Washington, Arkansas 1884) und Frieda (* Washington, Arkansas, 1886).

## Wappen
Das 1786 verliehene Wappen zeigt innerhalb goldenen Schildrandes vorn drei (1:2) abgewendete goldene Jagdhörner mit grünen Schnüren und Quasten im blauen Feld, hinten in Silber einen halben, königlich gekrönten, golden bewehrten roten Adler am Spalt. Auf dem Helm mit rechts blau-goldenen, links rot-silbernen Decken ein königlich gekrönter, golden bewehrter roter Adler, ein Jagdhorn wie im Schilde um den Hals tragend.
Die Jagdhörner sind eine Anspielung auf den Geschlechtsnamen, wie auf die Jagdleidenschaft und die Erzjägermeisterwürde des Stammvaters, des Markgrafen von Brandenburg-Schwedt, wie der rote Adler als Anspielung auf den märkischen Adler auf die fürstlich brandenburgische Herkunft, und somit des Hauses Hohenzollern, hindeutet.